# 동부숲박쥐
동부숲박쥐(Vespadelus pumilus)는 애기박쥐과에 속하는 박쥐의 일종이다. 오스트레일리아에서만 발견되며, 퀸즐랜드 주와 뉴사우스웨일스 주에서 기록되고 있다.

## 특징
작은 박쥐로 몸통 길이가 35~44mm, 전완장이 28.1~32.9mm, 꼬리 길이가 28~34mm이다. 발 길이 4.2~6.1mm, 귀 길이는 9~12mm, 몸무게는 최대 6g이다. 털은 길고 솜털처럼 부드럽다. 등쪽은 거무스레한 갈색이지만 배쪽은 갈색이다. 귀는 갈색빛 검은색의 짧은 삼각형 모양으로 서로 잘 분리되어 있다. 비막은 검은빛을 띤다.

## 생태
나무 구멍 속에 은신한다. 먹이는 곤충이다. 암컷은 한 번에 한 마리의 새끼를 낳는다.

## 분포 및 서식지
오스트레일리아 퀸즐랜드주 동부와 뉴사우스웨일스주 북동부의 애서튼과 뉴캐슬 사이, 로드하우섬의 서로 떨어져 있는 세 군데에서 발견된다. 습윤 숲에서 서식한다.